# Lisa Hammond
Lisa Hammond (* April 1956) ist eine britische Keramikerin.

## Leben
Nach einem einjährigen Grundkurs studierte Hammond am Medway College of Art, das sie nach drei Jahren mit einem Diplom abschloss. 1980 eröffnete sie ihre erste Töpferei, den Greenwich Pottery Workshop, in London, den sie fünf Jahre lang betrieb. Parallel dazu unterrichtete sie für etwa 13 Jahre am Goldsmiths College, London. Dort begann sie, mit Sodaglasuren zu arbeiten, für die sie bis heute bekannt ist. Nach der Schließung der Keramikklasse des Goldsmith College gründete Hammond 1994 in Greenwich die Maze Hill Töpferei.
2003–2004 arbeitete Hammond drei Monate in der Gegend von Mino, Gifu für verschiedene Ausstellungen in Japan.
2009 zog sie zwischenzeitlich in ein größeres Studio nach Okehampton, Devon, kehrte aber 2012 zurück nach Greenwich, London in die Maze Hill Töpferei. Im selben Jahr erschien ein filmisches Porträt ihrer englischen Galerie mit dem Titel „A sense of adventure“.
2015 arbeitete Lisa Hammond von Mitte Februar bis Anfang April in Mashiko, Japan.
Im Laufe der Jahre bildete Hammond über ein Dutzend Auszubildende aus, sowohl in der Maze Hill Töpferei, wie auch in der Kingbear Töpferei. Zu ihren Auszubildenden zählen Yo Thom, Adam Frew, Billy Lloyd, Yoji Yamada, Darren Ellis, Florian Gadsby, Dom Upson und Francis Lloyd-Jones.
Hammond ist Ehrenmitglied der Craft Potters Association of Britain.

## Werk
Nach Abschluss des College spezialisierte sich Hammond auf dem Gebiet der Salz- bzw. Sodaglasuren. Arbeitete sie zunächst mit Kochsalz, benutzt sie seit Anfang der 1980er Jahre eine Sodalösung, die während des Brandes in den Ofen eingespritzt wird.
Ihre Arbeit umfasst ein breites Spektrum an funktionalem Geschirr für die Zubereitung, das Kochen und das Servieren von Speisen. Dabei ist es ihr wichtig, dass ihre Keramik im täglichen Leben verwendet wird. Neben funktionalem Geschirr hat sie immer auch eine Reihe von Arbeiten geschaffen, die individueller und spielerischer sind. Die Entwicklung dieser Stücke ist das Ergebnis ihrer Zeit in Japan. Ihre Formen sind stark, fließend und schnörkellos und sollen eine Andeutung der weichen Plastizität des Tons bewahren. In Japan wurde auch Hammonds Faszination für japanische Shino-Keramik geweckt, die seitdem ihre Arbeit ebenfalls prägt, oft in Kombination mit dem Sodabrand.
Hammond wurde als eine der engagiertesten und zielstrebigsten modernen Studiotöpfer beschrieben, „eine der wenigen, die eindeutig das Erbe von Studio-Pionieren wie Michael Cardew übernommen haben“ und als „beste weibliche Keramikerin Großbritanniens.“ Ihre Arbeiten finden sich in Museen und Sammlungen sowohl in Großbritannien wie auch in anderen Ländern.

## Clay College
2009 gründete Hammond die Initiative Adopt a potter (adoptiere einen Töpfer), die Stipendien für Auszubildende bzw. Studierende gibt, die Keramiker oder Keramikerinnen werden möchten. 2017 erwuchs aus dieser Stiftung das Clay College (Ton-College) Stoke, das sich in der Middleport Pottery befindet. Es ist ein von professionellen Keramikerinnen und Keramikern aus Großbritannien und anderen Ländern geleiteter Vollzeit-Keramikkurs. Die Einrichtungskosten für das College wurden zunächst erfolgreich per Crowdfunding finanziert. Die offizielle Eröffnung fand durch Charles, Prince of Wales statt, dessen Wohltätigkeitsorganisation, der United Kingdom Historic Building Preservation Trust, 9 Millionen Pfund für die Restaurierung des historischen Fabrikgebäudes zur Verfügung stellte.

## Auszeichnungen
Hammond wurde anlässlich ihres Geburtstags 2016 mit dem Order of the British Empire (MBE) ausgezeichnet.